# ادموند آزبورن
ادموند آزبورن (انگلیسی: Edmund Osborne؛ ۱۸۸۵ – ۱۹۶۹) فرد نظامی اهل بریتانیا بود. وی همچنین برندهٔ جوایزی همچون نشان حمام شده‌است.